# الساندرو باستونی
الساندرو باستونی (ایتالیایی: Alessandro Bastoni؛ زادهٔ ۱۳ آوریل ۱۹۹۹) بازیکن فوتبال اهل ایتالیا است که برای باشگاه فوتبال اینتر میلان در پست مدافع بازی می‌کند.

## زندگی شخصی
پدر باستونی، نیکولا، نیز یک فوتبالیست بود که در پست دفاع چپ برای باشگاه فوتبال کرمونزه بازی می کرد. 
۲۱ ژانویه ۲۰۲۲ شریک قدیمی او دختری به دنیا آورد که آزورا نام گذاری شد.

## عملکرد باشگاهی

### آتلانتا
باستونی در رده های سنی پایه برای باشگاه فوتبال آتالانتا بازی کرده است.
او اولین بازی خود را در کوپا ایتالیا مقابل باشگاه فوتبال پسکارا انجام داد که با پیروزی ۳ بر ۱ تیمش‌ همراه بود.

### اینتر میلان
در ۳۱ آگوست ۲۰۱۷، باشگاه فوتبال اینترمیلان  باستونی را با قراردادی به ارزش ۳۱ میلیون یورو به خدمت گرفت. اما طبق توافق طرفین او تا دو فصل دیگر به صورت قرضی در باشگاه فوتبال آتالانتا می ماند. اینتر باستونی را زودتر از زمان مشخص شده به تیم بازگرداند و قرارداد او را تا سال ۱۴ ژوئیه ۲۰۱۸ تمدید کرد‌.

### قرض به پارما
در ۷ آگوست ۲۰۱۸، باستونی به صورت قرضی تا ۳۰ ژوئن ۲۰۱۹ به باشگاه فوتبال پارما ملحق شد. او اولین بازی خود را در ۷ اکتبر ۲۰۱۸ انجام داد، در بازی لیگ که با نتیجه ۳–۱ خارج از خانه مقابل باشگاه فوتبال جنوا به پیروزی رسید.

## آمار باشگاهی
تا تاریخ ۲ جولای ۲۰۲۵
| باشگاه            | فصل              | لیگ              | لیگ  | لیگ | جام حذفی | جام حذفی | قاره‌ای | قاره‌ای | دیگر | دیگر | مجموع | مجموع |
| باشگاه            | فصل              | دسته             | بازی | گل  | بازی     | گل       | بازی   | گل     | بازی | گل   | بازی  | گل    |
| ----------------- | ---------------- | ---------------- | ---- | --- | -------- | -------- | ------ | ------ | ---- | ---- | ----- | ----- |
| آتالانتا          | ۲۰۱۶–۱۷          | سری آ            | ۳    | ۰   | ۱        | ۰        | _      | _      | _    | _    | ۴     | ۰     |
| مجموع آتالانتا    | مجموع آتالانتا   | مجموع آتالانتا   | ۳    | ۰   | ۱        | ۰        | _      | _      | _    | _    | ۴     | ۰     |
| اینترمیلان (قرضی) | ۲۰۱۹–۲۰          | سری آ            | ۲۵   | ۲   | ۳        | ۰        | ۵      | ۰      | _    | _    | ۳۳    | ۲     |
| اینترمیلان        | ۲۰۲۰–۲۱          | سری آ            | ۳۳   | ۰   | ۲        | ۰        | ۶      | ۰      | _    | _    | ۴۱    | ۰     |
| اینترمیلان        | ۲۰۲۱–۲۲          | سری آ            | ۳۱   | ۱   | ۴        | ۰        | ۸      | ۰      | ۱    | ۰    | ۴۴    | ۱     |
| اینترمیلان        | ۲۰۲۲–۲۳          | سری آ            | ۲۹   | ۰   | ۴        | ۰        | ۱۲     | ۰      | ۱    | ۰    | ۴۶    | ۰     |
| اینترمیلان        | ۲۰۲۳–۲۴          | سری آ            | ۲۸   | ۱   | ۱        | ۰        | ۷      | ۰      | ۱    | ۰    | ۳۷    | ۱     |
| اینترمیلان        | ۲۰۲۴–۲۵          | سری آ            | ۳۳   | ۱   | ۴        | ۰        | ۱۴     | ۰      | ۶    | ۱    | ۵۷    | ۲     |
| مجموع اینترمیلان  | مجموع اینترمیلان | مجموع اینترمیلان | ۱۷۹  | ۵   | ۱۸       | ۰        | ۵۲     | ۰      | ۹    | ۱    | ۲۵۸   | ۶     |
| آتالانتا (قرضی)   | ۲۰۱۷–۱۸          | سری آ            | ۴    | ۰   | ۱        | ۰        | ۰      | ۰      | _    | _    | ۵     | ۰     |
| مجموع آتالانتا    | مجموع آتالانتا   | مجموع آتالانتا   | ۴    | ۰   | ۱        | ۰        | ۰      | ۰      | _    | _    | ۵     | ۰     |
| پارما (قرضی)      | ۲۰۱۸–۱۹          | سری آ            | ۲۴   | ۱   | ۰        | ۰        | _      | _      | _    | _    | ۲۴    | ۱     |
| مجموع پارما       | مجموع پارما      | مجموع پارما      | ۲۴   | ۱   | ۰        | ۰        | _      | _      | _    | _    | ۲۴    | ۱     |
| مجموع بازی        | مجموع بازی       | مجموع بازی       | ۲۱۰  | ۶   | ۲۰       | ۰        | ۵۲     | ۰      | ۹    | ۱    | ۲۹۱   | ۷     |

+= قسمت دیگر شامل سوپر جام داخلی و اروپا و جام باشگاه‌های جهان است.

## افتخارات

### باشگاهی
اینتر میلان
- سری آ(۲): ۲۱–۲۰۲۰، ۲۴–۲۰۲۳
- کوپا ایتالیا(۲): ۲۲–۲۰۲۱، ۲۳–۲۰۲۲
- سوپر جام فوتبال ایتالیا(۳): ۲۰۲۱، ۲۰۲۲، ۲۰۲۳
- لیگ قهرمانان اروپا: ۲۳–۲۰۲۲، ۲۵–۲۰۲۴ (نایب‌قهرمان)
- لیگ اروپا: ۲۰–۲۰۱۹ (نایب قهرمان)

### ملی
ایتالیا
- جام ملت‌های اروپا(۱): ۲۰۲۰
- لیگ ملت‌های اروپا: ۲۱–۲۰۲۰، ۲۳–۲۰۲۲ (سوم)
- جام قهرمانان کونمبول–یوفا: ۲۰۲۲ (نایب قهرمان)

### فردی
- تیم منتخب سال سری آ(۳): ۲۱–۲۰۲۰، ۲۲–۲۰۲۱، ۲۳–۲۰۲۲
- تیم منتخب فصل سری آ(۲): ۲۴–۲۰۲۳، ۲۵–۲۰۲۴
- تیم منتخب لیگ قهرمانان اروپا(۱): ۲۳–۲۰۲۲
- بهترین مدافع فصل سری آ(۲): ۲۴–۲۰۲۳، ۲۵–۲۰۲۴
- نشان شایستگی از جمهوری ایتالیا: ۲۰۲۱[۱۲]

## آمار ملی

### بازی‌های ملی
تا تاریخ ۲ جولای ۲۰۲۵
| تیم ملی فوتبال ایتالیا | تیم ملی فوتبال ایتالیا | تیم ملی فوتبال ایتالیا |
| سال                    | بازی                   | گل                     |
| ---------------------- | ---------------------- | ---------------------- |
| ۲۰۲۰                   | ۳                      | ۰                      |
| ۲۰۲۱                   | ۶                      | ۰                      |
| ۲۰۲۲                   | ۸                      | ۱                      |
| ۲۰۲۳                   | ۴                      | ۰                      |
| ۲۰۲۴                   | ۱۲                     | ۱                      |
| ۲۰۲۵                   | ۴                      | ۰                      |
| مجموع                  | ۳۷                     | ۲                      |

### گل‌های ملی
| شماره | تاریخ        | میزبان       | بازی ملی | حریف   | نتیجه | رقابت                    |
| ----- | ------------ | ------------ | -------- | ------ | ----- | ------------------------ |
| ۱     | ۱۴ ژوئن ۲۰۲۲ | مونشن‌گلادباخ | ۱۵       | آلمان  | ۲–۵   | لیگ ملت‌های اروپا ۲۳–۲۰۲۲ |
| ۲     | ۱۵ ژوئن ۲۰۲۴ | دورتموند     | ۲۴       | آلبانی | ۲–۱   | جام ملت‌های اروپا ۲۰۲۴    |

## عملکرد ملی

### جوانان
باستونی در هر سطحی از تیم ملی فوتبال زیر ۱۵ سال ایتالیا تا تیم ملی فوتبال زیر ۱۹ سال ایتالیا در ایتالیا قرار گرفته‌است. اولین گل ملی او با پیروزی ۴–۰ برابر نروژ در حالی که برای تیم ملی فوتبال زیر ۱۶ سال ایتالیا بازی می‌کرد به ثمر رساند. او ابتدا در اوت سال ۲۰۱۶ توسط مربی پائولو نیکولاتو به تیم ملی فوتبال زیر ۱۸ سال ایتالیا فراخوانده شد و در بازی دوم خود کاپیتان شد. وی در ۹ اوت ۲۰۱۷ در سن ۱۸ سالگی توسط همان مربی به تیم ملی فوتبال زیر ۱۹ سال ایتالیا فراخوانده شد.
او اولین بازی خود را با تیم ملی فوتبال زیر ۲۱ سال ایتالیا در ۱۱ اکتبر ۲۰۱۸ انجام داد که در یک بازی دوستانه با نتیجه ۱–۰ مقابل بلژیک باخت. وی تحت سرمربیگری لوئیجی دی بیاگیو در مسابقات قهرمانی زیر ۲۱ سال اروپا ۲۰۱۹ در خاک کشورش شرکت کرد.

### بزرگسالان
باستونی برای اولین بار در سپتامبر ۲۰۲۰ برای شرکت در مسابقات لیگ ملت‌های اروپا توسط روبرتو مانچینی به تیم ملی فوتبال ایتالیا دعوت شد.

در ژوئن ۲۰۲۱، باستونی در لیست نهایی ایتالیا برای جام ملت‌های اروپا ۲۰۲۰ قرار گرفت. او اولین و تنها حضور خود در مسابقات را در آخرین بازی مرحله گروهی در تاریخ ۲۰ ژوئن در شهر رم مقابل تیم ملی فوتبال ولز انجام داد. در ۱۱ ژوئیه باستونی به همراه تیمش‌ پس از شکست ۳ بر ۲ تیم ملی فوتبال انگلستان در ضربات پنالتی فاتح جام ملت‌های اروپا شد.
در تاریخ ۱۴ ژوئن ۲۰۲۲ او موفق شد یکی از دو گل تیمش‌ را مقابل تیم ملی فوتبال آلمان به ثمر برساند این اولین گل ملی باستونی بود.
در ژوئن ۲۰۲۴ باستونی توسط لوچیانو اسپالتی در فهرست نهایی تیم ملی فوتبال ایتالیا برای حضور در جام ملت‌های اروپا ۲۰۲۴ قرار گرفت.